# Nanhermannia nanus
Nanhermannia nanus är en spindeldjursart som först beskrevs av Hercule Nicolet 1855.  Nanhermannia nanus ingår i släktet Nanhermannia, och familjen Nanhermanniidae. Arten är reproducerande i Sverige.